# Schwesta Ewa
Schwesta Ewa (* 16. Juli 1984 in Koszalin, Volksrepublik Polen; bürgerlich Ewa Malanda, vormals Ewa Müller) ist eine deutschsprachige Rapperin. Sie ist polnische Staatsangehörige.

## Biografie
Ewa Malanda wurde 1984 im polnischen Koszalin als ältestes von drei Kindern geboren. Ihr bürgerlicher Name lautete Ewa Müller, den sie nachträglich ändern ließ. Sie wuchs ohne ihren leiblichen Vater auf. Der Umzug nach Deutschland war nur als Zwischenstation gedacht, da die Familie später in die Vereinigten Staaten auswandern wollte. Nach eigenen Aussagen wurde ihre Mutter jedoch beim Aufenthalt in Berlin eines Diebstahls überführt, weswegen die bereits bewilligte Green Card verfiel. Danach lebten sie in Kiel. Malanda sagt, sie habe aufgrund ihres Migrationshintergrunds früh mit Ausländerfeindlichkeit zu kämpfen gehabt und wurde deswegen als Kind psychologisch behandelt.
Über eine Stelle als Kellnerin in einem Kieler Rotlichtlokal kam sie erstmals mit dem Rotlichtmilieu in Kontakt und begann im Alter von 16 Jahren, als Prostituierte zu arbeiten. Nach ihrem Hauptschulabschluss im Jahr 2004 zog sie nach Frankfurt am Main.
2012 rappte sie auf den Liedern Beifall von Xatars Album Nr. 415 und Frauen auf dem Album Hinterhofjargon von Celo & Abdi. Am 5. Oktober 2012 veröffentlichte sie ihr Mixtape Realität. Anfang November 2012 war Schwesta Ewa in der Sendung NeoParadise des Senders ZDFneo zu Gast, in der sie Ausschnitte aus drei Liedern präsentierte.
Mitte 2014 kündigte sie für Januar 2015 ihr Debütalbum an. Der ursprüngliche Arbeitstitel Dr. Entjungferung (wobei Dr. für Deutschrap stehen sollte) wurde in Kurwa (polnisch: „Hure“) geändert. Für das Album arbeitete Schwesta Ewa erneut mit dem Label Alles oder Nix Records (AON Records) von Xatar zusammen. Kurwa stieg auf Platz 11 in die deutschen Albumcharts ein, was den ersten Charterfolg in ihrer Karriere darstellt, und verkaufte sich über 20.000 Mal.
Am 17. November 2016 wurde Malanda von einer Einheit des SEK in Oeventrop vorläufig festgenommen. Dort wollte sie ein neues Album aufnehmen. Ihr wurde vorgeworfen, fünf weibliche Fans zur Prostitution gezwungen zu haben. Laut der Frankfurter Staatsanwaltschaft bestand der Verdacht des Menschenhandels zum Zweck der sexuellen Ausbeutung, Zuhälterei, Körperverletzung sowie Steuerhinterziehung. Malanda saß daraufhin in der JVA Frankfurt am Main III in Preungesheim in Untersuchungshaft. Es wurde bekannt, dass in der von ihr und ihrem Lebensgefährten betriebenen Stoltze Bar in der Stoltzestraße 17 in Frankfurt am Main zuvor bereits mehrere Durchsuchungen stattgefunden hatten. Am 18. April 2017 erhob die Staatsanwaltschaft Frankfurt am Main Anklage gegen Malanda, am 8. Juni begann der Prozess und am 20. Juni 2017 wurde sie wegen 35-facher Körperverletzung, Steuerhinterziehung und Förderung sexueller Handlungen Minderjähriger zu zwei Jahren und sechs Monaten Haft verurteilt. Die Vorwürfe der Zuhälterei und des Menschenhandels sah die zuständige Kammer des Landgerichts Frankfurt am Main allerdings nicht als erwiesen an, da Zeuginnen ausgesagt haben, dass sie sich freiwillig prostituiert hätten und Malanda sie nicht gezwungen habe. Sowohl Malanda als auch die Staatsanwaltschaft und eine Nebenklägerin legten gegen die Verurteilung Revision ein und zogen vor den Bundesgerichtshof (BGH). Alle Revisionen wurden vom BGH verworfen, womit das Urteil rechtskräftig wurde.
Malanda lebte ab 2018 in Düsseldorf, wo sie im Januar 2019 eine Tochter zur Welt brachte.
Im August 2019 veröffentlichte Schwesta Ewa ihre Autobiografie Enthüllungen: Das Leben fickt am härtesten im Riva Verlag, die ein Spiegel-Bestseller wurde.
Am 12. Januar 2020 trat Malanda ihre Haftstrafe in der Justizvollzugsanstalt Willich II in Nordrhein-Westfalen an. Ihre einjährige Tochter durfte sie nicht mitnehmen. Zwischenzeitlich erschien am 31. Januar 2020 ihr drittes Album namens Aaliyah. Nachdem sie im Juni 2020 in den offenen Vollzug verlegt worden war, konnte sie im Juli 2020 in das Justizvollzugskrankenhaus Nordrhein-Westfalen in Fröndenberg/Ruhr wechseln und ihr Kind mitnehmen. Nachdem sie zwei Drittel der Haftstrafe verbüßt hatte, wurde sie Anfang Februar 2021 aus dem Gefängnis entlassen.
Im Juli 2021 erschien eine sechsfolgige Dokumentationsserie des Regisseurs Stefan Kauertz über das Leben von Schwesta Ewa mit dem Titel Rapperin. Häftling. Mutter. beim Streamingdienst TVNOW. Im Bezug auf den Umstand, ab 2016 ins Visier der gegen sie ermittelnden Polizei geraten zu sein, erklärt Schwesta Ewa in dem Dokumentarfilm:

„Man hat sich manchmal gedacht, warum siehst du den Mann, den du im Rewe siehst, auf dem Parkplatz bei der Aral und auf dem Spielplatz in deiner Siedlung? Ich hab mir gedacht, ich bin doch so ein kleiner Fisch, nein, du bildest dir Sachen ein, du hast Drogen genommen jahrelang, du schiebst hier Filme. Man hat es gepeilt, wollte es aber nicht wahrhaben.“

Das Pseudonym der Wiener Rapperin Schwesta Ebra ist eine Anspielung auf Schwesta Ewa.

## Diskografie
Alben
- 2015: Kurwa
- 2018: Aywa
- 2020: Aaliyah
- 2022: Awanta

Mixtapes
- 2012: Realität

Singles
- 2018: Schubse den Bullen
- 2018: Mein Geständnis
- 2018: Tabledance (feat. SXTN)
- 2018: Alles nur Show (feat. Bonez MC)
- 2019: Cruella
- 2019: Tokat
- 2020: Bang Bang
- 2020: Mama iz da
- 2020: Sie wartet (mit Samy)
- 2022: Powww! (mit Sentino)
- 2022: Mehr Eier (feat. Xatar; #5 der deutschen Single-Trend-Charts am 11. Februar 2022[32])
- 2022: Mein Thron
- 2022: 190 Tage (feat. Adones)
- 2022: Mach kein Film (feat. Bausa)
- 2022: Fettsack Flow (mit Ehrenmannrius)

Weitere Veröffentlichungen
- 2021: Break Ups (Krankfurt Remix) (mit Senna Gammour, LIZ)

## Buch
- 2019: Enthüllungen: Das Leben fickt am härtesten (Riva Verlag) – Memoiren